# Frank Walker (football américain)
(en) Statistiques sur pro-football-reference
Frank Bernard Walker (né le 6 août 1981 à Tuskegee) est un joueur américain de football américain.

## Carrière

### Université
Walker joue à l'université de Tuskegee, avec l'équipe de football américain des Golden Tigers. Après ses années d'études, il totalise quatre-vingt-douze tacles, deux sacks et six interceptions.

### Professionnel
Frank Walker est sélectionné au sixième tour du draft de la NFL de 2003 par les Giants de New York au 207e choix. Il joue son premier match en NFL le 26 octobre contre les Vikings du Minnesota. Lors de sa première saison en NFL (rookie), il joue dix matchs dont sept comme titulaire et réalise ses deux premières interceptions en NFL dont une qu'il retourne en touchdown. La saison suivante le voit faire seulement un match comme titulaire mais intercepte quand même deux passes. Néanmoins, les saisons 2005 et 2006 le voient jouer beaucoup moins sur les terrains et son contrat expire après quatre saisons.
Le 13 mars 2007, il signe un contrat d'un an avec les Packers de Green Bay et est défini comme troisième cornerback de l'équipe, entrant au cours de douze matchs de saison régulière lors de la saison où Green Bay décroche le titre de champion de la National Football Conference. Il décide ensuite de ne pas accepter la proposition de prolongation de contrat.
Un an plus tard, jour pour jour, il signe avec les Ravens de Baltimore, il joue cinq matchs comme titulaire avec les Ravens. La saison 2009 le voit jouer seulement une fois comme titulaire. Il est libéré dès la saison achevée.
Il doit attendre le 13 octobre 2010 avant de se voir proposer un contrat par les Vikings du Minnesota avec qui il joue onze matchs dont deux comme titulaire lors de cette saison ainsi qu'une interception. Il est libéré en fin de saison. Le 3 août 2011, il signe avec les Titans du Tennessee, jouant les matchs de pré-saison avec la franchise mais il n'est pas conservé pour la saison 2011.
Le 13 septembre 2011, il signe avec les Cowboys de Dallas.

## Palmarès
- Champion de la NFC en 2007